# Круассан

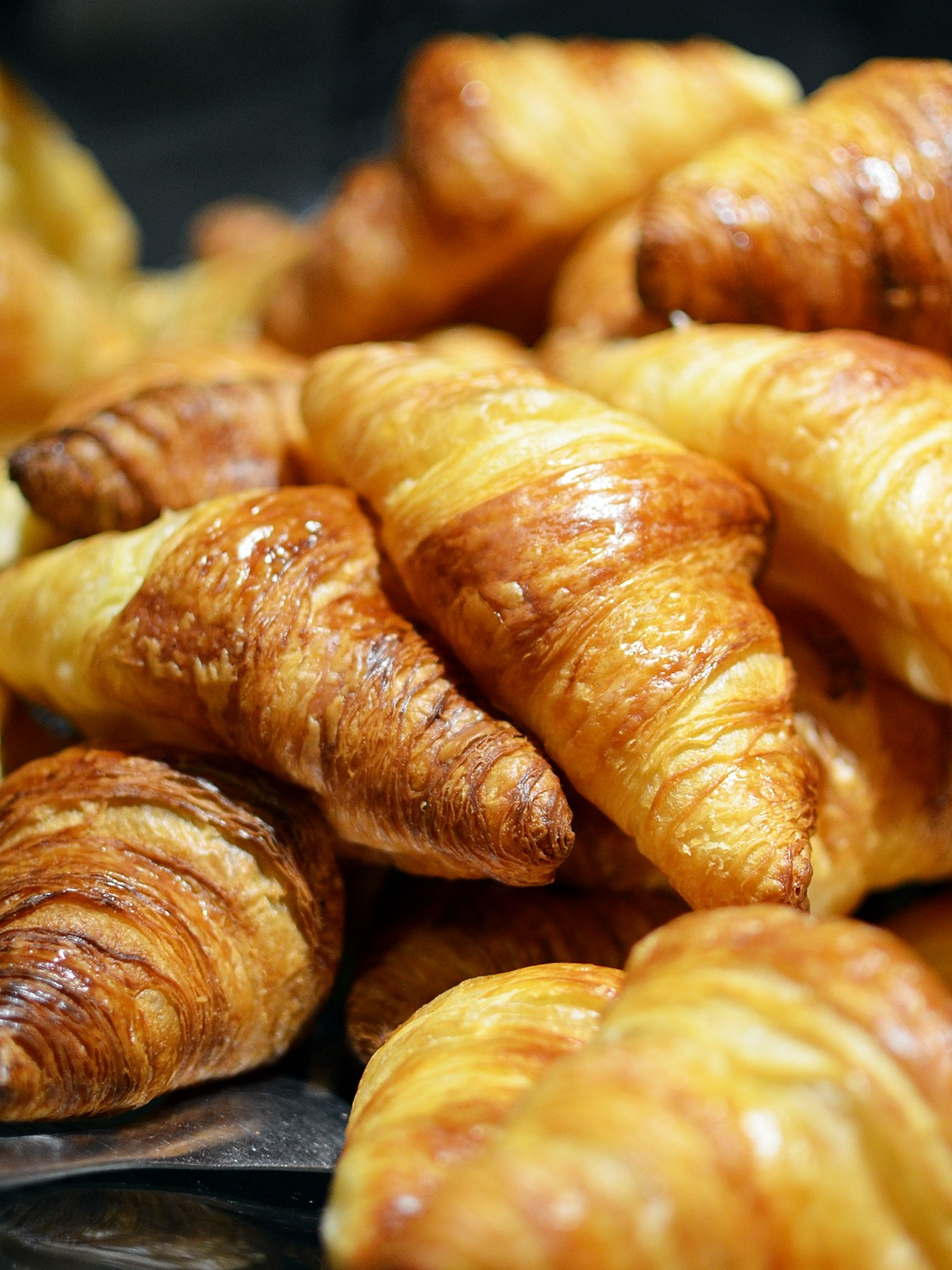
Сливочные круассаны

Круасса́н (фр. croissant — «полумесяц») — небольшое мучное кондитерское изделие, булочка в форме полумесяца (рогалика) из слоёного теста. Очень популярный продукт французской кухни, подаётся на завтрак к кофе для взрослых или к какао («горячему шоколаду» по-французски) для детей; своеобразный символ этой страны.

## История
Мучные изделия в форме полумесяцев (нем. Kipferl) выпекались в Австрии по меньшей мере с XIII века. Но началом нынешней популярности круассанов можно считать 1839 год, когда австрийский артиллерийский офицер Август Цанг (нем. August Zang) открыл в Париже «Венскую пекарню» (фр. «Boulangerie Viennoise»), где пекли такие булочки.
Существует легенда, что в 1683 году венский пекарь Петер Вендлер (нем. Peter Wendler) впервые сделал булочку в честь неудачной осады турками Вены и их поражения в Венской битве. Османское войско осадило Вену; пекари, работавшие по ночам и готовившие для горожан свежие булочки к утру, услышали шум от мотыг и кирок, — поняли, что турки делают подкоп под стенами города. Вовремя предупредив об этом солдат, они сорвали план врага.
По другой версии, спустя некоторое время после осады шляхтичем Юрием Кульчицким в Вене была открыта первая знаменитая кофейня, в которой подавали круассаны в форме османского полумесяца и кофе по-восточному. Считается, что с тех пор эти необычные булочки стали очень популярны среди покупателей.
В 1770 году круассан впервые появился во Франции. Это случилось благодаря приезду из Вены Марии-Антуанетты и появлению вместе с ней в Париже «венской выпечки» (фр. viennoiserie). Но венский и французский круассаны — это всё же два разных изделия. Ведь из Вены — только форма изделия, а изготовили его впервые из слоёного теста с маслом именно французские повара, и это случилось в начале XX века. В скором времени появилось целое «семейство» подобных дрожжевых и слоёных булочек, например, улитка с изюмом, слойка с яблочным пюре, слойка с шоколадом и другие.
В 2013 году антиправительственные повстанцы в Сирии запретили круассаны на контролируемой ими территории в Алеппо, объясняя свой запрет вышеупомянутой австрийской легендой.

## Начинки

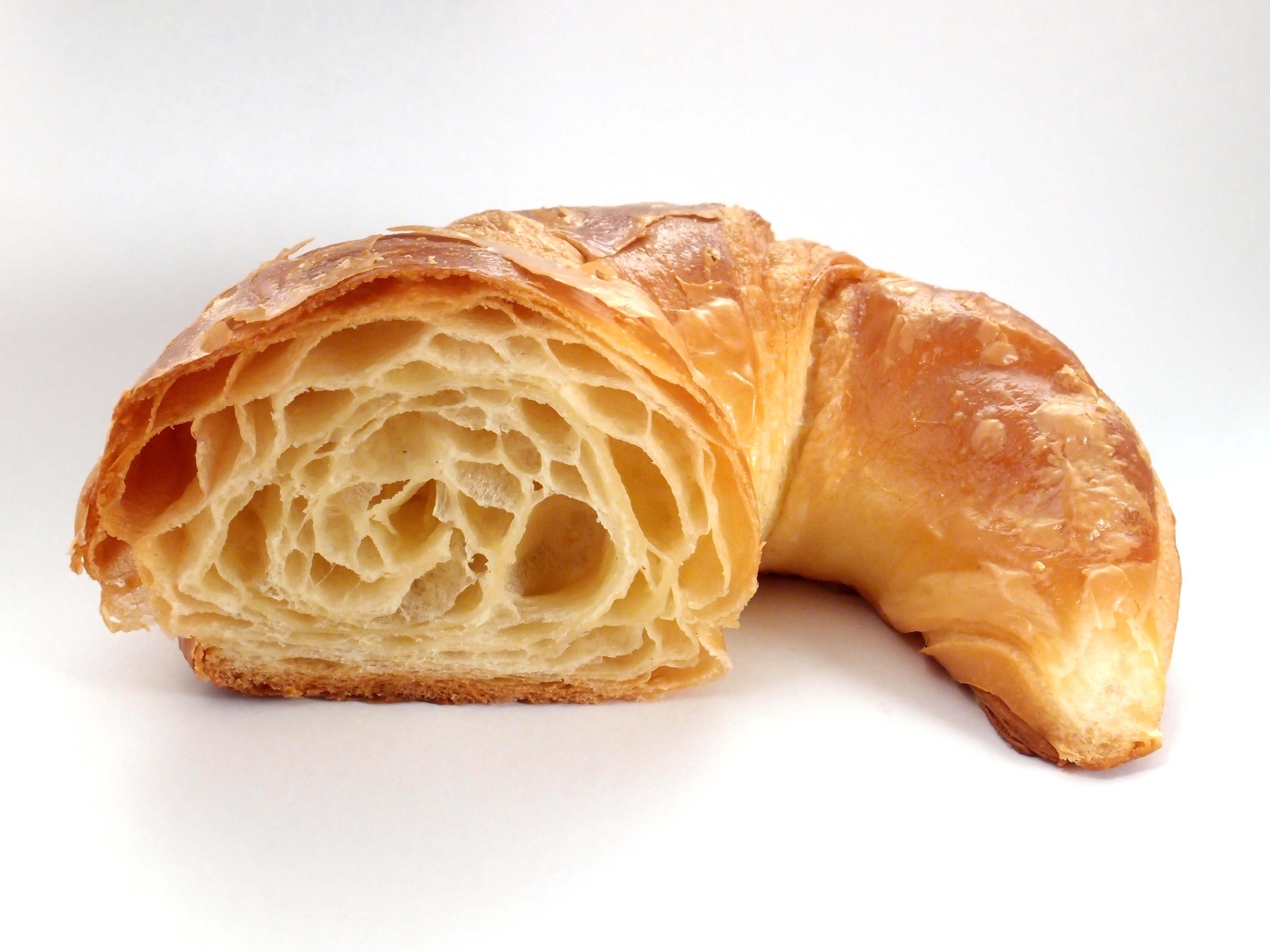
Круассан без начинки в разрезе

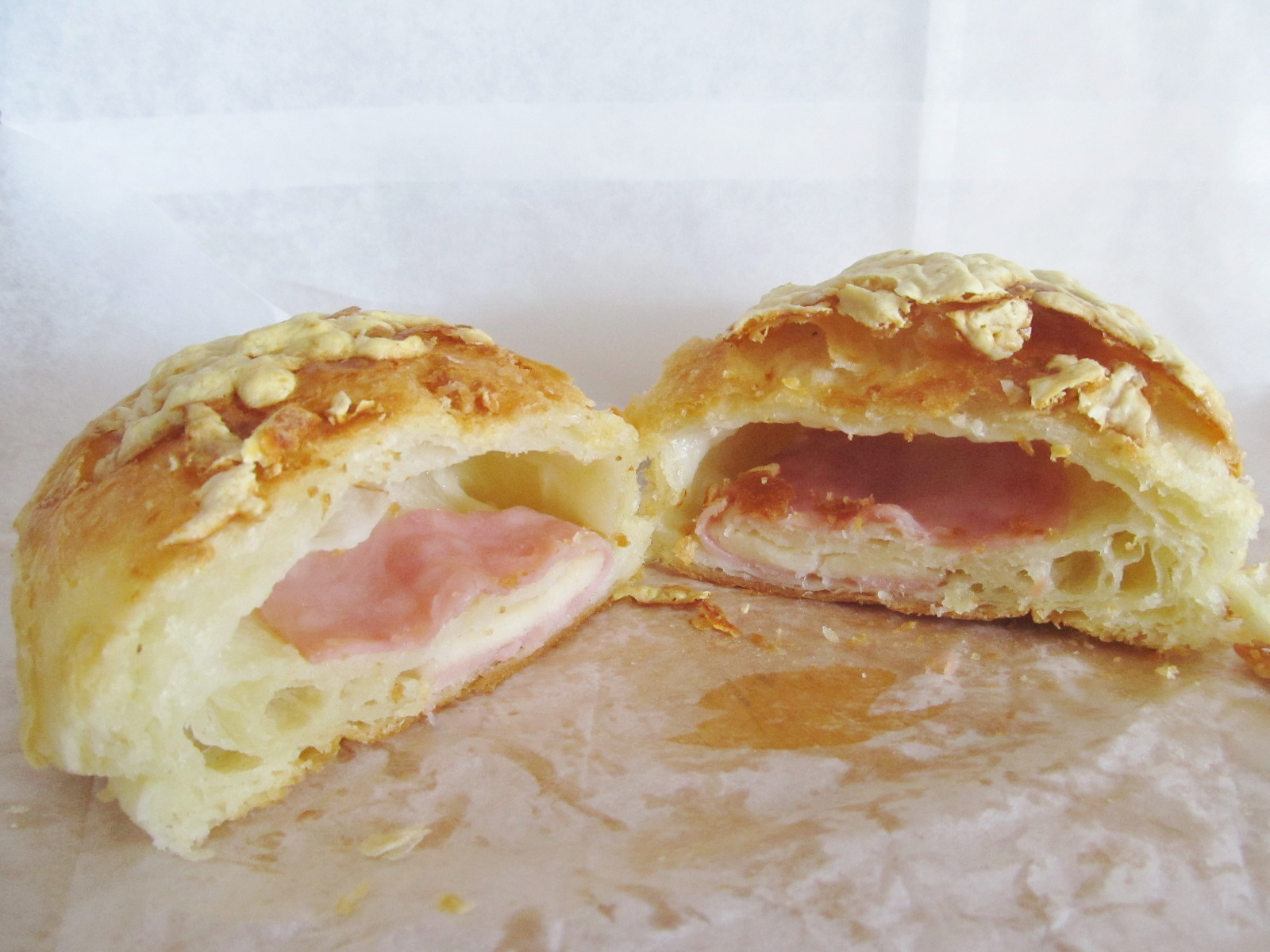
Круассан с сыром и ветчиной

Настоящий французский круассан — без начинки. Круассаны бывают как без начинки, так и с самыми различными наполнителями — ветчина с сыром, сыр фета, различные кремы, персипан (подобие марципана из абрикосовой косточки), джемы.

## Принцип приготовления
Первым этапом производства круассанов является формирование «предварительного теста». Для приготовления предварительного теста в один этап смешивают муку, воду, маргарин (1947 г.), дрожжи, соль и сахар. Обычно предварительное тесто из круассанов смешивают в относительно прохладной среде, дольше, чем другие кондитерские изделия. Идеальная температура теста должна быть около 19 °C, чтобы наилучшим образом увлажнить ингредиенты. По сравнению со смешиванием ингредиентов хлебного теста, тесто для выпечки считается недоразвитым в том, что смешивание прекращается, как только тесто выглядит однородным, чтобы обеспечить дальнейшее развитие теста на следующем этапе.
Второй этап — процесс ламинирования. Ламинирование необходимо для получения многослойного теста с чередующимися слоями предварительного теста и маргарина. Как правило, существует два метода вмешивания маргарина в тесто: английский и французский. По английскому методу в результате одного складывания получается два слоя жира и три слоя теста. После раскатывания предварительного теста маргарин прикатывается к такой же толщине, как и предварительное тесто, и распределяется по двум третям поверхности ламинированного предварительного теста. Затем открытая третья часть предварительного теста складывается более чем на половину, а другой конец (один слой предварительного теста и один слой жира) складывается сверху. По французскому методу, в результате одной складки получается один маргариновый слой и два слоя теста. После раскладывания теста и наложения слоя рулонного жира на центральную поверхность теста, углы теста складываются в сторону середины жировой прослойки. Круассановое тесто обычно ламинируют до получения 16-50 жировых слоев. Оптимальное количество слоев можно определить, уравновешивая определённые свойства мякиша с определённым объёмом. С одной стороны, небольшое количество слоев дает большую удельную высоту, а также неравномерную структуру мякиша с большими пустотами. С другой стороны, большое количество относительно тонких слоев приводит к взаимосвязи между различными слоями теста, а также к меньшему подъёму теста.
После ламинирования тесто приобретает известную форму полумесяца. Сначала ламинированное тесто разрезается на треугольники желаемого размера. Затем треугольники раскатываются на три с половиной — четыре полных оборота, и, наконец, концы рулона изгибаются внутрь, образуя полумесяц.
Третий этап — процесс ферментации. Круассаны отличаются от других слоеных пирожных тем, что в их состав входят дрожжи, которые во время расстойки увеличивают объём теста. В идеале оптимальное качество круассанов достигается при уровне дрожжей 7,5 %, время расстойки 60 минут при 31 °C. Круассаны завершаются расстойкой, когда тесто увеличивается в два с половиной раза по сравнению с первоначальным объёмом.
Четвёртый этап — процесс выпечки. Известное также как «подъем теста», тесто расширяется по мере того, как вода преобразуется в пар, тем самым увеличивая давление между каждым слоем теста. В результате тесто из круассана поднимается до характерной шелушащейся текстуры. В зависимости от типа используемой печи и специфических размеров круассана, время выпечки может варьироваться от 10 до 20 минут, а температура в печи может быть установлена в диапазоне от 165 °C до 205 °C.
Последними шагами являются охлаждение и хранение круассана. Круассаны, как правило, хранятся недолго и обычно потребляются вскоре после выпечки.

## Похожие изделия
Согласно легенде, гамбургская булочка францбрётхен возникла в результате попытки воспроизвести французский круассан.
Отдалённое сходство формы круассана имеет турецкий тур. ay çöreği. Он наполнен корицей, грецким орехом, лесным орехом, какао и изюмом. Его вариант прямоугольной формы известен как тур. pastiç или тур. İzmir çöreği. Обычно его едят во время завтрака или с чаем. Подобное круассану по форме мучное кондитерское изделие рогалик производили в СССР.